# 家园防线
《家園防線》（英語：Homefront）是一部2013年美國動作驚悚片，由蓋瑞·佛列德執導，傑森·史塔森主演，席維斯·史特龍編劇。改編自查克·羅根（Chuck Logan）的同名小說。

## 劇情
菲爾布羅克（傑森·史塔森飾）原為美國緝毒局幹員，潛伏到飛車黨丹尼手下臥底多年，終於和警方裏應外合，破獲了飛車黨販毒的罪行。原本菲爾打算讓丹尼等人繩之以法，但丹尼的兒子拘捕欲對警方開槍卻被警方擊斃，儘管丹尼勸阻但對此結果也無可奈何，被捕的丹尼更是憤恨難消，誓言一定要報復菲爾與其親人。
菲爾辭去緝毒局的工作後帶著正在就讀小學的女兒曼蒂來到過世的妻子家鄉隱居。曼蒂不久因被本地的孩子霸凌而還手，菲爾前往學處理時卻被對方母親凱西來學校興師問罪，剛開始凱西十分不滿並找來自己的親哥哥當地毒販摩根“蓋特”波丁（占士·法蘭高飾）來討公道，隨後菲爾多次與凱西和解，甚至邀請對方參加女兒的生日派對，凱西也氣消兩家最後盡釋前嫌。不知情的蓋特卻潛入菲爾的家，無意間查到菲爾原為臥底幹員，並將其資料提供給正在坐牢的丹尼，希望能與丹尼合作獲得販毒管道。丹尼得知菲爾的下落後立即派遣手下前往將菲爾一家殺害。
菲爾先前遭受到蓋特手下騷擾，甚至被綁架到蓋特的製毒工廠，菲爾擺脫束縛制伏蓋特的手下後在製毒工廠設下陷阱後離開。起初菲爾以為是凱西依然忌恨自己才找人來找自己的麻煩，但在好友提多的推斷可能是凱西的哥哥蓋特所為，菲爾得知蓋特這號人物後立即聯繫了前上司調查。幾天後菲爾前去警告蓋特別再找自己的麻煩，同時前上司也告知蓋特的女友雪莉有飛車黨背景，而菲爾去找蓋特時看過此人因此意識到身份可能曝光，並打算帶女兒避風頭，同時讓提多幫忙看家。當晚飛車黨帶來的人馬讓蓋特意識到不對，為了撇關係蓋特拒絕替飛車黨帶路，而是讓雪莉領頭。
正當菲爾父女在收拾東西時，前來幫忙的提多即時發現飛車黨的人來襲，提多冒著生命危險殺了一個飛車當成員隨後觸發警報提醒菲爾，但卻被支援的飛車黨射傷，菲爾察覺後將來襲的飛車黨成員全部反殺，逃出屋外的曼蒂則被雪莉綁架來到蓋特的製毒工廠，本來雪莉是打算利用曼蒂制衡菲爾，但想撇清一切的蓋特反而大罵雪莉一頓，甚至打算將曼蒂滅口。凱西得知菲爾一家遇襲後突然來到蓋特的製毒工廠質問蓋特是否與此案有關，儘管蓋特矢口否認，雪莉不想讓曼蒂無辜遇害於是偷偷放走她，凱西發現曼蒂後想帶她回家，但無意間啟動陷阱炸毀蓋特的工廠，憤怒的蓋特想強行帶走曼蒂卻不慎開槍打傷凱西，即使蓋特滿臉愧疚但還是將曼蒂擄走。菲爾開車追上蓋特也制伏對方，但看在曼蒂的面子上放過蓋特，隨後蓋特與雪莉被警方逮捕，凱西和提多也被送到醫院就醫，而菲爾前往監獄探視丹尼也順勢挑釁對方。

## 外部連結
- Homefront Movie的Facebook專頁
- 互联网电影数据库（IMDb）上《Homefront》的资料（英文）
- Box Office Mojo上《Homefront》的資料（英文）
- 爛番茄上《Homefront》的資料（英文）